# Cuisine brunéienne

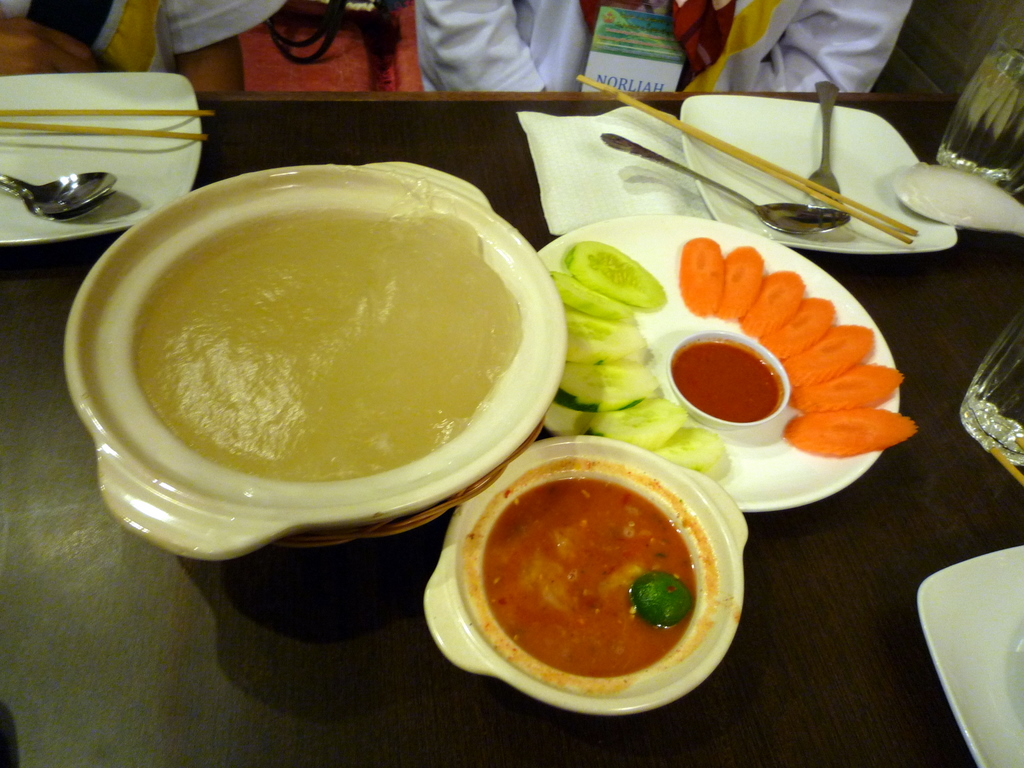
L'ambuyat, le plat national du Brunei.

La cuisine brunéienne concerne la cuisine du Brunei. Elle est similaire et fortement influencée par la cuisine malaisienne, singapourienne et indonésienne. Elle possède aussi des influences supplémentaires de l'Inde, de la Chine, de la Thaïlande et du Japon. Comme cela est courant dans la région, le poisson et le riz sont des aliments de base, bien que le bœuf soit cher et donc moins courant. En raison de la prédominance de la religion islamique, la nourriture est halal et le porc est évité. L'alcool est interdit au Brunei. Dans les zones rurales, le gibier tel que les oiseaux sauvages, le cerf sambar et le cerf aboyeur sont chassés.

## Plats
Les plats du Brunei sont souvent épicés et sont généralement consommés avec du riz ou des nouilles. Le rendang de bœuf, le nasi lemak et les quartiers d'ananas sont des aliments populaires au Brunei. Parmi les rares plats particuliers au Brunei, on trouve l'ambuyat, une boule collante de fécule de sagou sans saveur, enroulée autour d'une fourchette en bambou et trempée dans une sauce aigre épicée. Le Nasi katok, qui signifie littéralement « riz frappé », se compose de riz nature, de poulet frit et de sambal et d'une variété d'ingrédients secondaires, notamment de la pâte de crevettes, de l'ail, du gingembre, de l'échalote, des oignons verts, du sucre de palme, jus de citron vert, vinaigre et anchois.

### Breuvages

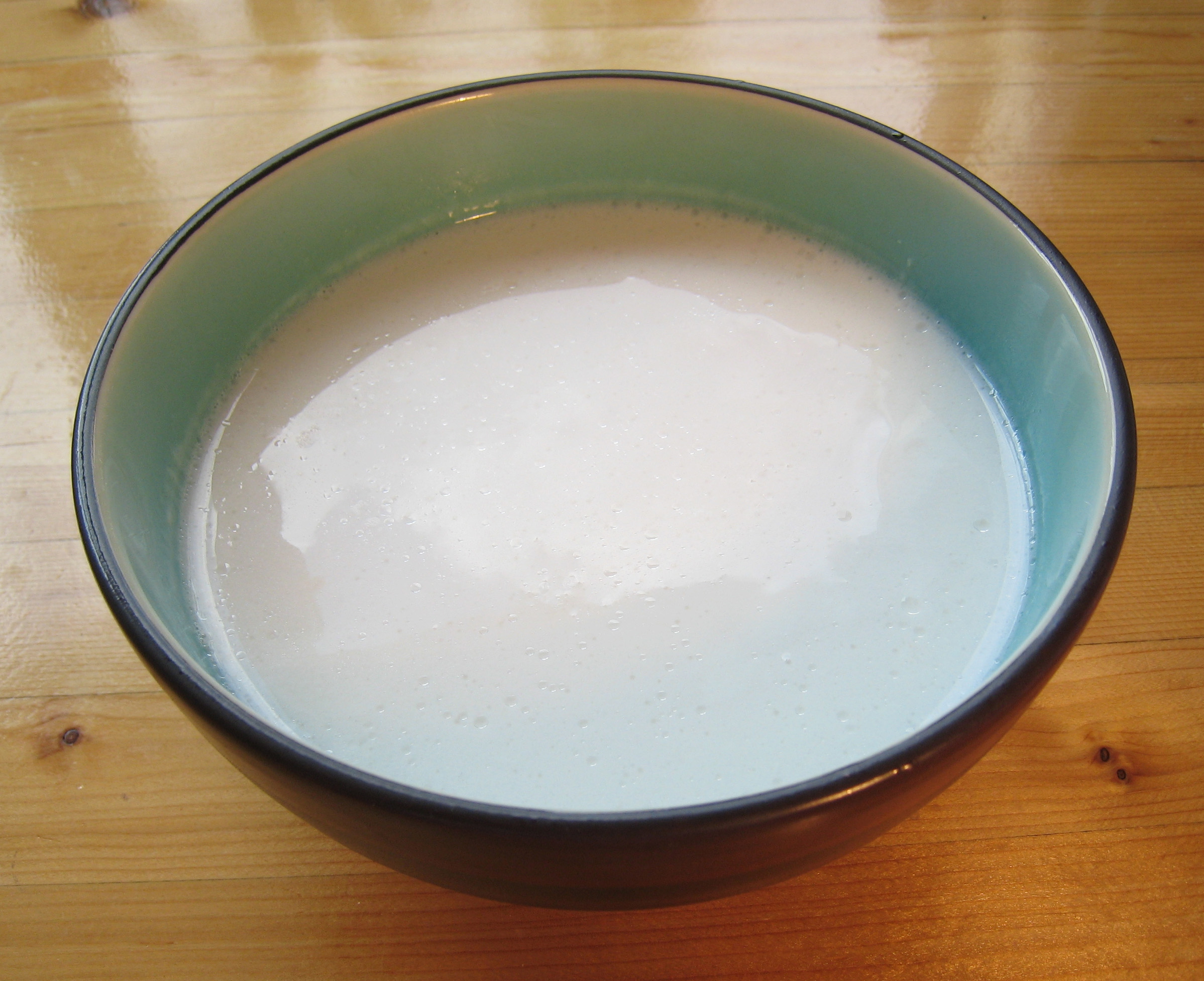
Lait de coco

Les boissons courantes comprennent le lait de coco, les jus de fruits, le thé, le thé au lait et le café.